# یان مک‌دانلد (بازیگر)
یان مک‌دانلد (انگلیسی: Ian MacDonald; ۲۸ ژوئن ۱۹۱۴ – ۱۱ آوریل ۱۹۷۸) هنرپیشه و تهیه کننده اهل ایالات متحده آمریکا بود. وی بین سال‌های ۱۹۳۱ تا ۱۹۶۰ میلادی فعالیت می‌کرد.

## قسمتی از فیلمشناسی
- جانی گیتار
- نیمروز
- به اصطبل بیا
- اوج التهاب
- گذرگاه تاریک
- سینوهه
- میدان جنگ
- وارلاک
- آپاچی
- مونتانا
- گرداب